# Dialogverlag

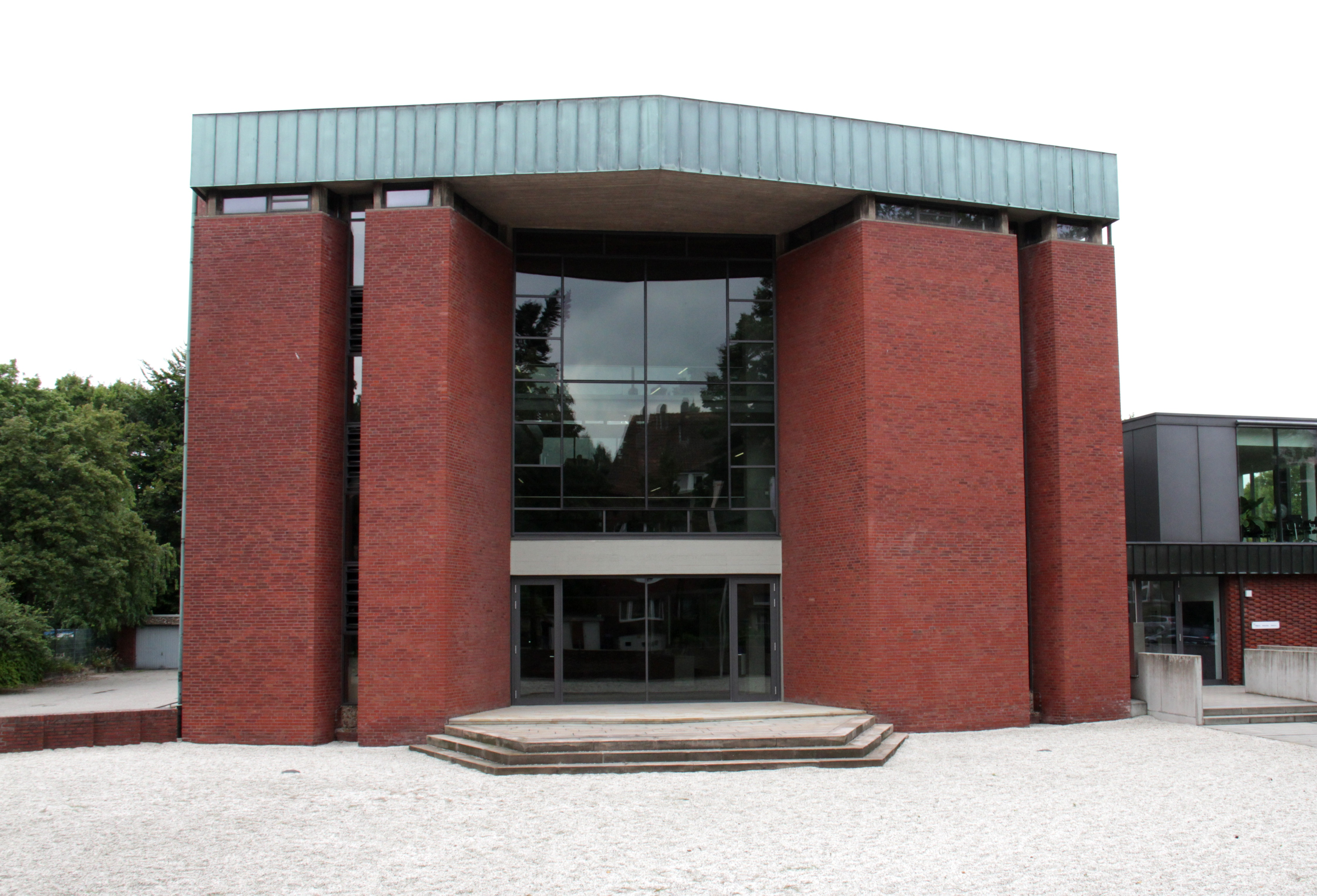
Verlagsgebäude, ehemalige Bonifatiuskirche

Der Dialogverlag ist ein katholischer Verlag mit Sitz in Münster.
Das Verlagshaus ist seit 2005 die denkmalgeschützte ehemalige Bonifatiuskirche in Münster. Sie wurde von 1963 bis 1965 nach Plänen der Architekten Eberhard Michael Kleffner und Christa Kleffner-Dirxen erbaut und am 12. Februar 2005 profaniert. Der Umbau zum Verlagshaus erfolgte durch das Architekturbüro agn Niederberghaus & Partner GmbH aus Ibbenbüren.
Geschäftszweck ist u. a.:
- die Redaktion der Bistumszeitung Münster „Kirche+Leben“ und des „FamilienJournal“,
- die Redaktion des kirchlichen Nachrichtenmagazins „kirchensite.de“
- die Internet-Präsentation des Bistums Münster
- die Herausgabe von Büchern und Fachzeitschriften
- das Erstellen von Broschüren und Plakaten
- die Vermittlung von Leserreisen
- die Präsentation von Kirchenmusik

Im Verlag werden Bücher zu kirchlichen und regionalen Themen, Ratgeber zu Glaubensfragen, Meditationsbände, Beiträge zur Gesellschaftspolitik und mehr verlegt.